# Obreirismo
Obreirismo é a corrente, em partidos de esquerda e especialmente em partidos comunistas, que defende que somente os proletários estão habilitados a conduzir a luta pela mudança na sociedade, afastando assim a possibilidade de alianças com setores como estudantes e intelectuais.
No Brasil, essa tendência foi dominante no PCB entre 1929 e 1934, provocando o afastamento de escritores e artistas que haviam se ligado ao partido na década de 1920. Os que permaneceram, como Jorge Amado, deveriam adotar um modo de vida proletário e exaltar as suas virtudes. Essa linha, porém, foi abandonada em 1935, depois da inflexão promovida no VII Congresso da Internacional Comunista.
Na fundação do PT, sindicalistas de perfil obreirista foram contrários à participação de intelectuais e parlamentares. No entanto, a tendência perdeu força ao longo dos anos.